# Haplokantozaur
Haplokantozaur (Haplocanthosaurus) – czworonożny, roślinożerny zauropod o niepewnej pozycji systematycznej. Może być bazalnym diplodokoidem, makronarem (Macronaria) lub nie-neozauropowym zauropodem.
Znaczenie jego nazwy – jaszczur prostokolczysty.
Żył w epoce późnej jury (ok. 154–145 mln lat temu) na terenach Ameryki Północnej (Wyoming, Kolorado).

Długość ciała ok. 20 -23 m, wysokość ok. 7 m, masa ok. 25 -35 t. Jego szczątki znaleziono w USA (w stanie Kolorado).
Gatunki haplokantozaura:
- Haplocanthosaurus priscus (Hatcher, 1903) (znany z trzech niekompletnych szkieletów oosbników młodych)
- Haplocanthosaurus delfsi (McIntosh & Williams, 1988) (znany z jednego niekompletngo szkieletu ponad 20-metrowego osobnika)